# Cauza Pierdută a Confederației

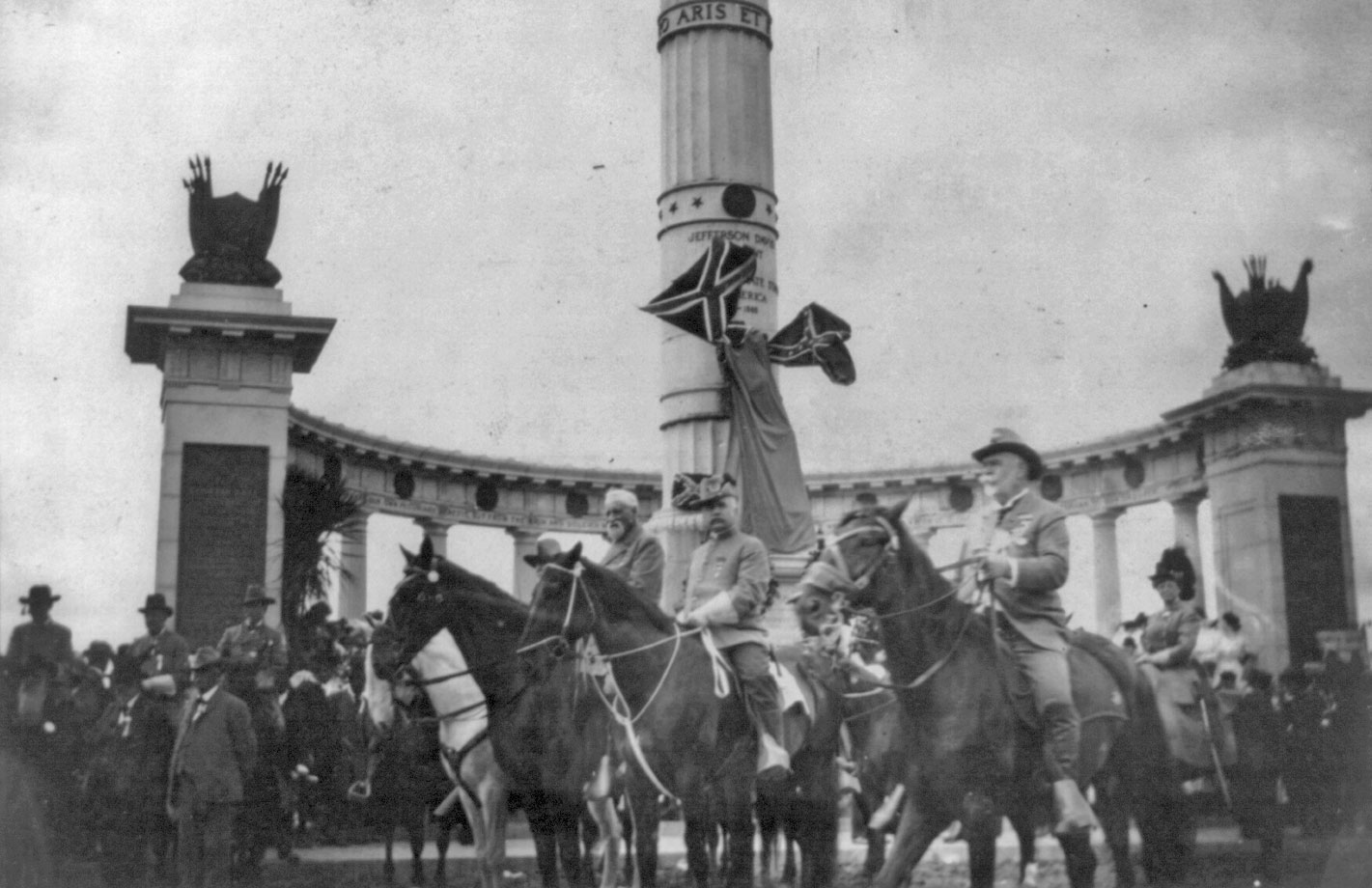
(1832–1913) călare în fața Monumentului lui Jefferson Davis în Richmond, Virginia, pe 3 iunie 1907, luând parte la Ceremonia de Reuniune a soldaților Confederației.

Cauza Pierdută a Confederației (sau doar Cauza Pierdută; în engleză Lost Cause) este un mit pseudoistoric și negaționist istoric⁠(d) american care apără cauza Statelor Confederate din timpul Războiului Civil American drept una justă, eroică, și necentrată pe sclavie. Enunțată pentru prima oară în 1866, ea a continuat să influențeze rasismul⁠(d), rolurile de gen, și atitudinile religioase din Sudul Statelor Unite până în secolul al XXI-lea. Istoricii au demontat multe componente ale legendei Cauzei Pierdute.
În afara muncii forțate și neremunerate, și a refuzului dreptului de a-și părăsi stăpânul, sclavii din Statele Unite sufereau și din cauza abuzurilor sexuale și violurilor, refuzului educației, și pedepse cum ar fi biciuirile. Familiile sclavilor erau adesea despărțite prin vânzarea unuia sau mai multor membri ai familiei; când se întâmplau acestea, membrii familiei în chestiune de obicei nu se mai vedeau și nu mai auzeau unii de alții vreodată. Promotorii Cauzei Pierdute ignoră aceste realități, prezentând sclavia ca un bine pozitiv⁠(d) și negând că ameliorarea condițiilor sclaviei ar fi fost cauza centrală a Războiului Civil American⁠(d). Ei prezintă în schimb războiul drept o apărare a drepturilor statelor și a economiei agrariene⁠(d) a Sudului împotriva unei presupuse agresiuni a Nordului⁠(d), și pun victoria Uniunii pe seama numărului mai mare și forței industriale superioare, ilustrând tabăra confederată ca fiind mai îndreptățită și cu pricepere militară mai bună. Istoricii moderni contrazic în marea lor majoritate aceste caracterizări, sublinind că sclavia a fost cauza centrală a războiului.
Cauza Pierdută a ajuns la apogeul popularității la începutul secolului al XX-lea, când promotorii ei îi memorializau pe veteranii confederați la moartea lor. A mai ajuns o dată la un nivel ridicat de popularitate în timpul Mișcării pentru Drepturi Civile⁠(d) din deceniile anilor 1950 și 1960 ca reacție la sprijinul public crescând pentru egalitate rasială. Prin acțiuni cum ar fi ridicarea de mari monumente confederate⁠(d) și redactarea de manuale de istorie⁠(d), organizațiile Cauzei Pierdute (inclusiv United Daughters of the Confederacy⁠(d) și Sons of Confederate Veterans⁠(d)) au încercat să asigure că albii din Sud vor ști ceea ce ei considerau a fi „adevărata” narațiune a Războiului Civil, și că vor continua astfel să sprijine politicile alb-supremațiste ca legile Jim Crow. Supremația albilor este o trăsătură centrală a narațiunii Cauzei Pierdute.

## Origini

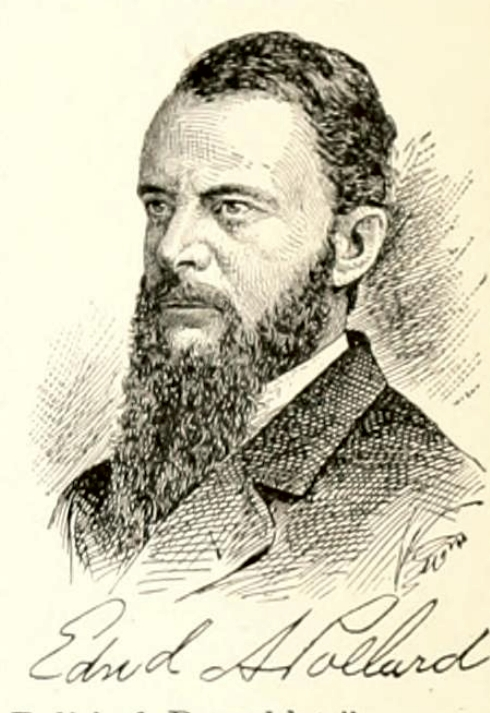
Edward A. Pollard a publicat câteva lucrări despre ideologia Cauzei Pierdute. Aceste cărți au condus la dezbateri despre originile Războiului Civil.

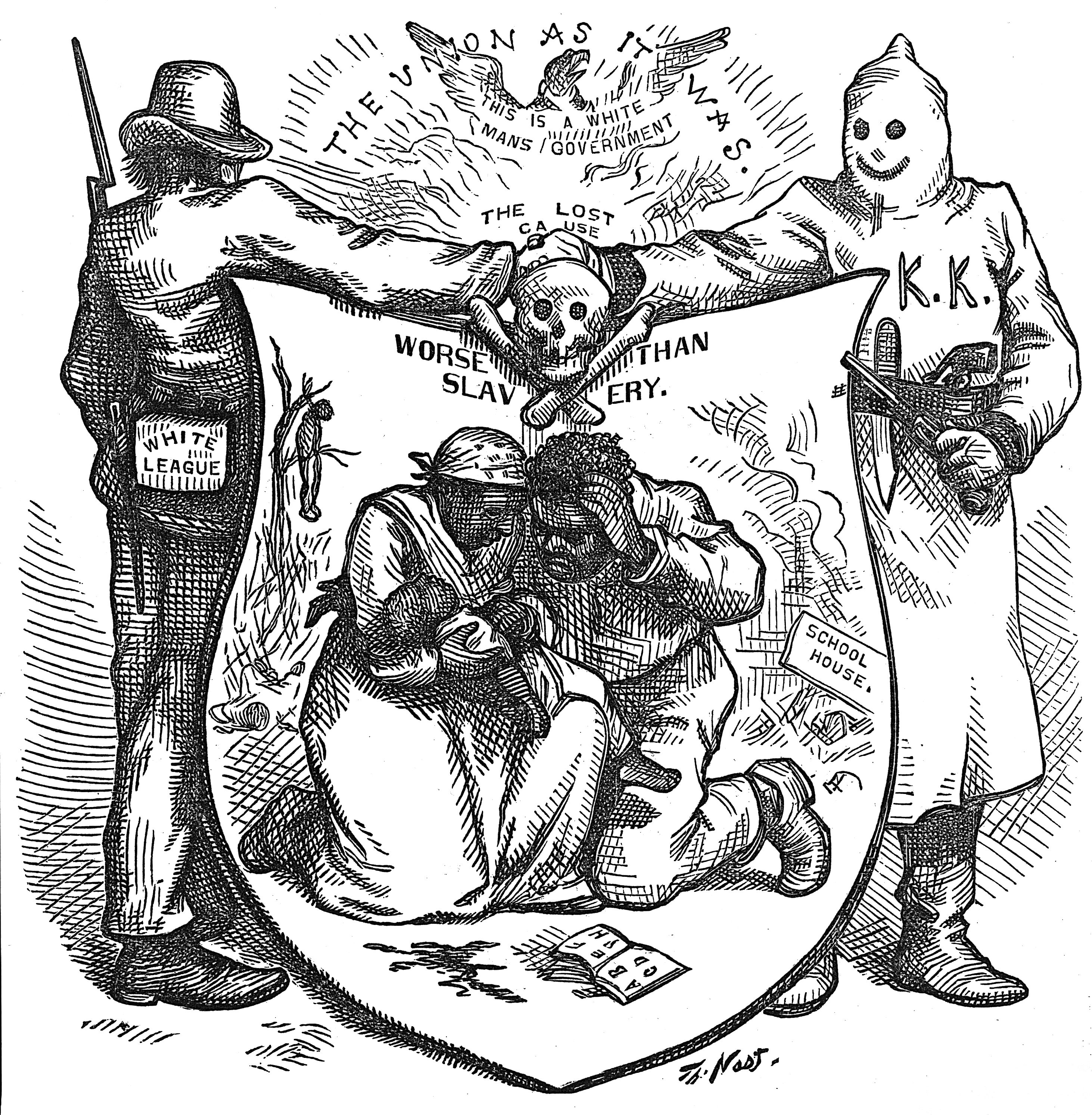
Desenul „Uniunea așa cum era ea” a fost publicat în Harper's Weekly în 1874. Pe un scut pseudoheraldic este o familie de negri între un linșat spânzurat de un copac și resturile unei școli incendiate, cu descrierea „Mai rău ca sclavia”. Scutul este susținut de un membru al Ligii Albilor și un membru KKK cu gluga pe față, dându-și mâna în acord cu Cauza Pierdută.

Printre multiplele origini ale Cauzei Pierdute se numără principalul său argument cum că sclavia nu a fost cauza primară, sau chiar nici măcar una din cauzele Războiului Civil. O astfel de narațiune neagă sau minimizează declarațiile explicative și constituțiile publicate de statele secesioniste, precum și scrierile și cuvântările din timpul Războiului ale unor lideri confederați cum ar fi discursul „Piatra de hotar”⁠(d) al vicepreședintelui SCA Alexander Stephens⁠(d), favorizând în schimb ideile mai moderate exprimate de acei lideri după război. Argumentul Cauzei Pierdute prezintă secesiunea⁠(d) drept o apărare împotriva amenințării din Nord față de felul de viață sudist, și afirmă că acea amenințare încălca drepturile statelor garantate de Constituția Statelor Unite. Aserțiunea Cauzei Pierdute cum că orice stat are dreptul la secesiune era ferm negată de Nord. Cauza Pierdută ilustrează sclavia ca fiind mai degrabă benevolentă decât crudă⁠(d). În istoriografia sudistă, și pe monumentele confederate, generalii confederați apar ca figuri sfinte, aproape hristice, generali profund religioși și neprihăniți.
Se spune că istoria e scrisă de învingători, dar Războiul Civil a fost o rară excepție. Poate din nevoia ca țara să rămână unită, Nordul a acceptat să rămână tăcut și să accepte concepția sudistă despre conflict. În orice caz, în ultimii 150 de ani, versiunea Sudului despre Război și Reconstrucție a prevalat în școlile, în literatura și, de la apariția cinematografiei, în filmele noastre.— Mick LaSalle, The San Francisco Chronicle, 2015
Termenul de „Cauza Pierdută” a apărut pentru prima oară în titlul unei cărți din 1866 a autorului și jurnalistului virginez Edward A. Pollard⁠(d), The Lost Cause: A New Southern History of the War of the Confederates (Cauza pierdută: o nouă istorie sudistă a războiului confederaților). El a promovat multe dintre temele Cauzei Pierdute, cum ar fi cea că drepturile statelor ar fi fost cauza războiului și cea că sudiștii au fost obligați să se apere de agresiunea Nordului. El a minimalizat rolul sclaviei în război și a subevaluat cruzimea sclaviei americane, promovând-o chiar ca mijloc de îmbunătățire a vieții africanilor. Istoria revizionistă a lui Pollard continuă să aibă efecte asupra felului în care se predă istoria sclaviei și a Războiului Civil în SUA. De exemplu, în 1866 Pollard scria:
Nu vom intra în discuție pe marginea chestiunii morale a sclaviei. Dar putem exprima aici o îndoială că acest termen odios «sclavie», care a fost impus de atâta timp, prin exagerările autorilor din Nord, la judecata și simpatiile lumii, ar fi corect aplicat acelui sistem de servitute din Sud, care de fapt a fost cel mai blând din lume; care nu s-a sprijinit pe acte de înjosire și pe privări de drepturi, ci l-a înălțat pe african, și a fost în interesul progresului omenesc; și care, prin legea pământului, îi apăra negrului viața și integritatea, și multe drepturi personale și, prin practica sistemului, îi conferea o mulțime de indulgențe individuale, care l-au făcut cu totul cel mai deosebit exemplu din lume de veselie și mulțumire.
În Cauza pierdută și în continuarea sa Cauza pierdută recâștigată s-a inspirat din Paradisul pierdut de John Milton cu intenția de a ilustra Sudul antebelic ca „paradis” care s-a pierdut prin înfrângerea în război.

## Istoric

### Secolul XIX
O mare parte din populația albă din Sudul Statelor Unite a avut de suferit din punct de vedere economic, emoțional și psihologic ca urmare a înfrângerii Confederației. În perioada antebelică, mândri de bogata lor tradiție militară și de respectul pe care îl purtau față de conceptul de „onoare”, sudiștii erau siguri că vor câștiga războiul. Odată învinși, comunitățile albe, care nu puteau suporta această povară, au început să arunce vina pe diferiți factori pe care nu-i putea controla, precum forțele armate copleșitoare.
Gary W. Gallagher⁠(d), profesor al Universității din Virginia, menționa că:
Arhitecții Cauzei Pierdute au fost motivați de anumite motive. Aceștia au încerca să-și justifice faptele și să-și îngăduie lor înșiși și celorlalți soldați ai Confederației să găsească ceva pozitiv în acest eșec. De asemenea, aceștia doreau să le transmită proprilor odrasle și viitoarelor generații de sudiști albi o variantă „corectă” a războiului.
Cauza Pierdută a devenit o parte esențială a procesului de împăcare dintre Nord și Sud în jurul anului 1900 și a contribuit la  stabilirea zilei de comemorare a celor căzuți în Războiul Civil pentru sudiștii albi. United Daughters of the Confederacy⁠(d) reprezintă o organizație majoră care a fost asociată cu ideile Cauzei Pierdute de peste un secol.

Rollin G. Osterweis⁠(d), profesor de istorie în cadrul Universității Yale, rezumă esența „Cauzei Pierdute”:
Legenda Cauzei Pierdute a apărut sub forma unei expresii care îngloba deznădejdea unui popor învins a cărui identitate a fost pierdută. Aceasta descria un peisaj presărat cu figuri ale trecutului: colonistul-cavaler; Southern belle; bunul veteranul confederat, cândva un războinic în șa și amabilul Unchi Remus. Toate acestea, deși expuse repede într-o lumină pozitivă, au devenit realitate pentru oamenii din Sud care au considerat simbolurile utile în reconstruirea civilizației lor distruse. Au răspândit idealurile Vechiului Sud și au conferit o oarecare alinare Noului.
Gaines Foster, profesor de istorie al Universității din Louisiana, a afirmat în 2013 că:
Academicienii au ajuns la un oarecare acord în privința rolul pe care Cauza Pierdută l-a jucat în acești ani, deși volumul de cunoștințe obținut despre acest subiect este încă contestat. Majoritatea sudiștilor albi sunt de acord că s-au depus eforturi imense în sărbătorirea liderilor și soldaților Confederației accentuând faptul că și-au conservat propria onoare și pe cea a Sudului.
Articolele redactate de generalul Jubal A. Early⁠(d) în anii 1870 pentru Southern Historical Society⁠(d) au fost cele care au solidificat fundamentul Cauzei Pierdute și au transformat-o într-un fenomen cultural și literar. Publicarea lucrării The Rise and Fall of the Confederate Government în 1881 de către Jefferson Davis - care argumenta în două volume cauza Sudul - a furnizat un alt text important pentru istoria Cauzei Pierdute. Davis a învinuit inamicul pentru „toată vărsarea de sânge, toate distrugerile sau șocul resimțit de guvernul republican”. I-a acuzat pe yankei că au luptat „cu o ferocitate care încălcau toate legile conflictelor civilizate”. Cu privire la sclavie, Davis a precizat că aceasta contribuia la civilizarea sclavului cu ajutorul „artelor păcii, ordinii și civilizației”, iar aceștia erau mulțumiți cu statutul lor de sclavi.
Există posibilitatea ca perspectivele sale să fi fost influențate de generalul Robert E. Lee. După transmiterea ordinului de rămas-bun armatei statului Virginia de Nord, acesta și-a consolat soldații menționându-le „numerele și resursele copleșitoare” împotriva cărora a luptat Confederația. Într-o scrisoare către Early, Lee i-a solicitat informații privitoare la puterea inamicului din mai 1864 până în aprilie 1865, perioadă în care armata sa era implicată într-o luptă cu Lt. Gen. Ulysses S. Grant (Campaniile Overland și Richmond–Petersburg). Acesta i-a transmis că „Singurul meu obiectiv este să transmit, dacă se poate, adevărul posterității și să fac dreptate soldaților nostru curajoși”. Într-o altă scrisoare, Lee a cerut „statistici” cu privire la numărul soldaților și proprietăților distruse pentru a demonstra discrepanța dintre forțele unioniste și cele confederate. Concomitent, Lee a menționat că „va fi dificil să-i fac pe ceilalți să înțeleagă sorții de izbândă pe care i-am avut”. Acesta a declarat în legătură cu articolele din presă care-l considerau vinovat de pierderea războiului că „Nu am încercat să observ sau să corectez denaturarea vorbelor și faptelor mele. Vom fi răbdători și vom suferi pentru un timp... În momentul de față, public nu este pregătit să afle adevărul”. Toate aceste subiecte au fost răspândite de Early și de scriitorii Cauzei Pierdute pe parcursul secolului XIX; acestea și-au găsit adepți și pe durata secolului XX.
În noiembrie 1868, generalul armatei SUA George Henry Thomas⁠(d), născut în Virginia și a servit în armata unionistă, și-a notat eforturile pe care foștii confederați le făceau pentru a pune într-o lumină mai bună Confederația:
„Cele mai mari eforturi depuse de insurgenți de la încheierea războiului au fost legate de promovarea ideii că libertatea, dreptatea, umanitatea, egalitatea și toată mulțimea de virtuți au suferit din cauza pierderii războiului de independență. Afirmațiile sunt, desigur, ipocrite; prin intermediul lor trădarea a fost poleită cu un fals patriotism, astfel încât vinovații, cei care au întreprins revolta, să rămână în istorie ca egali ai celor care au apărat guvernul, spălându-se astfel pe mâini. O specie de iertare de sine incredibil de impertinentă, în special dacă luăm în calcul faptul că viața și proprietatea nu le-au fost pretinse.”—George Henry Thomas, Noiembrie 1868, 

Asociații comemorative precum United Confederate Veterans⁠(d), United Daughters of the Confederacy și Ladies' Memorial Association⁠(d) au integrat subiectul Cauzei Pierdute în programele lor care îi ajutau pe albii cu simpatii confederate să facă față schimbărilor din perioada Reconstrucției. Aceste instituții încă funcționează, iar urmașii soldaților sudiști continuă să frecventeze întâlnirile.În 1879, John McElroy a publicat Andersonville: A Story of Rebel Military Prisons, lucrare în care se critica în termeni duri modul în care erau tratați soldații Confederației; acesta a precizat în mod indirect în prefață că mitologia Confederației era bine fundamentată și orice criticism la adresa acesteia erau privit cu dispreț:
Sunt conștient că tot conținutul va fi negat vehement. Sunt pregătit pentru asta. În copilărie am fost martor al sălbăticiei campaniilor pentru sclavie — în tinerețe am simțit ferocitatea urii îndreptate spre toți cei care susțineau Națiunea. Știu că furia iadului nu se compară cu dușmănia pe care ți-o poartă cei care nu vor să audă adevărul.

## Istoricii contemporani
Istoricii contemporani sunt în consens că secesiunea a fost motivată de dorința de a prezerva și perpetua instituția sclaviei.
Conform lui Henry Louis Gates, Jr.⁠(d), „Cauza Pierdută s-a bazat fundamental pe supremația albă”. El afirmă că W. E. B. Du Bois⁠(d) a înțeles, chiar dincolo de realitățile politicii, că narațiunea falsificată a Cauzei Pierdute era îndreptată împotriva negrilor și că avea să solidifice o narațiune fabricată și romanțată a istoriei americane. Gates afirmă că Black Reconstruction⁠(d) a lui Du Bois plasează greutățile și realizările negrilor americani în centrul poveștii perioadei de Reconstrucție. El îi contesta astfel pe adepții Cauzei Pierdute și viziunea academică dominantă la acea vreme asupra Reconstrucției, aceea a școlii Dunning⁠(d), care susținea că ea eșuase, și care minimiza contribuțiile negrilor americani. Gates descrie Black Reconstruction drept o „apel la deșteptare” a negrilor americani care demonstra că ei nu vor tolera o narațiune istorică impusă asupra lor și asupra propriei lor istorii de către alb-supremațiști.
Charles Reagan Wilson, istoric și fost director al Centrului pentru Studiul Culturii Sudului la Universitatea Statului Mississippi, a descris cum, la sfârșitul celui de-al doilea deceniu al secolului al XXI-lea, afro-americanii și albii progresiști din Sud au reușit să demonteze mare parte din memoria colectivă a Cauzei Pierdute de acolo.
Specialistul Peniel E. Joseph⁠(d) a declarat revistei Time că Du Bois, autor, activist pentru drepturile civile⁠(d), și panafricanist⁠(d) afro-american, a publicat Black Reconstruction in America⁠(d) în 1935 pentru a denunța miturile și minciunile Cauzei Pierdute. Du Bois a scris despre excelența afro-americanilor în afaceri și politică, despre progresul negrilor în democrație și despre cum succesul lor a fost întâmpinat cu ostilitate de supremațismul alb.
Conform istoricului Kenneth M. Stampp⁠(d), fiecare din taberele din conflict au susținut drepturile statelor sau puterea federală mai puternică doar atunci când le convenea. El l-a citat pe vicepreședintele confederat Alexander Stephens⁠(d) ca lider sudist care, la începutul războiului, declarase că sclavia era „piatra de hotar a Confederației⁠(d)”, dar care după înfrângerea Confederației a scris, în A Constitutional View of the Late War Between the States, că războiul nu ar fi fost despre sclavie, ci despre drepturile statelor. Stephens a devenit unul dintre cei mai aprigi apărători ai mitului Cauzei Pierdute.
Similar, istoricul William C. Davis⁠(d) a scris despre protecția sclaviei la nivel național prin Constituția Confederată⁠(d): „vechii Uniuni îi spuseseră că puterea federală nu are autoritate să se amestece cu chestiunile sclaviei în niciun stat. Propriei lor națiuni îi declarau că statele nu au puterea să se amestece în protecția federală a sclaviei. Din toate mărturiile în favoarea faptului că sclavia, și nu drepturile statelor, se afla în realitate în inima mișcării lor, aceasta era cea mai elocventă.”
Davis a etichetat multe din miturile din jurul războiului drept „frivole”, inclusiv încercările partizanilor Confederației de a schimba denumirea conflictului. El a afirmat că nume ca „Războiul de Agressiune a Nordului⁠(d)” și „Războiul între State⁠(d)” (această din urmă expresie fiind avansată de Alexander Stephens) erau doar tentative de a nega faptul că Războiul Civil American a fost realmente un război civil. El a afirmat: „cauzele și efectele războiului au fost manipulate și mitologizate pentru a fi convenabile agendelor politice și sociale, trecute și prezente.” Istoricul David Blight⁠(d) a afirmat că o cheie a Cauzei Pierdute este „utilizarea supremațismului alb atât ca mijloc, cât și ca scop”. Istoricul Allan Nolan scria: „Moștenirea lăsată istoriei de Cauza Pierdută este o caricatură a adevărului. Caricatura reprezint total eronat și distorsionează faptele în chestiune. Cu siguranță este vremea să o luăm de la capăt în înțelegerea acestui element hotărâtor al trecutului nostru și să o facem de la premisa istoriei nealterate de distorsiunile, falsurile și sentimentalismele romantice ale Mitului Cauzei Pierdute.”
Wolfgang Schivelbusch⁠(d) descrie reacția Sudului american la înfrângere drept una comparabilă cu a Franței după Războiul Franco-Prusac și cu a Germaniei după Primul Război Mondial, anume cu mitul și idealurile revanșismului și ale mitului cuțitului în spate. Spre deosebire de celalalte două, care și-au pierdut relevanța după victoria Franței în Primul Război Mondial, respectiv după înfrângerea Germaniei în al Doilea Război Mondial, Cauza Pierdută a persistat ca o mitologie importantă. Schivelbusch, David M. Potter⁠(d), Eugene Genovese⁠(d), și Elizabeth Fox-Genovese⁠(d) au speculat că aceasta s-a datorat în parte faptului că ea a servit drept o „altă Americă” în contrast cu felul cum s-a comparat capitalismul american cu marxismul.

### Alte surse
- Bonekemper III, Edward H. (2015). The Myth of the Lost Cause: Why the South Fought the Civil War and Why the North Won. Regnery History. ISBN 978-1621574545.
- Coulter, E. Merton (1947). The South During Reconstruction, 1865–1877: A History of the South. LSU Press. ISBN 978-0-8071-0008-0.
- Early, Jubal Anderson (1866). A memoir of the last year of the War of Independence, in the Confederate States of America. Toronto, Printed by Lovell & Gibson.
- —— (1872). The campaigns of Gen. Robert E. Lee. Baltimore : J. Murphy.
- —— (1915). The heritage of the South. Lynchburg, Va., Press of Brown-Morrison co.
- Fahs, Elizabeth; Waugh, Joan, eds. (2004). The Memory of the Civil War in American Culture. University of North Carolina Press. ISBN 978-0807855720.
- Grady, Benjamin Franklin (1899). The case of the South against the North; or Historical evidence justifying the southern states of the American Union in their long controversy with northern states. Raleigh, N. C., Edwards & Broughton.